# 青龙乡 (宁国市)
青龙乡，是中华人民共和国安徽省宣城市宁国市下辖的一个乡镇级行政单位。

## 行政区划
青龙乡下辖以下地区：
青龙村、龙阁村和西林村。